# ليون مورو
ليون مورو (بالفرنسية: Léon Moreau)‏ هو ملحن فرنسي، ولد في 13 يوليو 1870 في بريست في فرنسا، وتوفي في 11 أبريل 1946 في باريس في فرنسا.

## وصلات خارجية
- ليون مورو على موقع IMDb (الإنجليزية)
- ليون مورو على موقع ميوزك برينز (الإنجليزية)